# Hydractinia altispina
Hydractinia altispina is een hydroïdpoliep uit de familie Hydractiniidae. De poliep komt uit het geslacht Hydractinia. Hydractinia altispina werd in 1955 voor het eerst wetenschappelijk beschreven door Millard. 